# The Yes Men

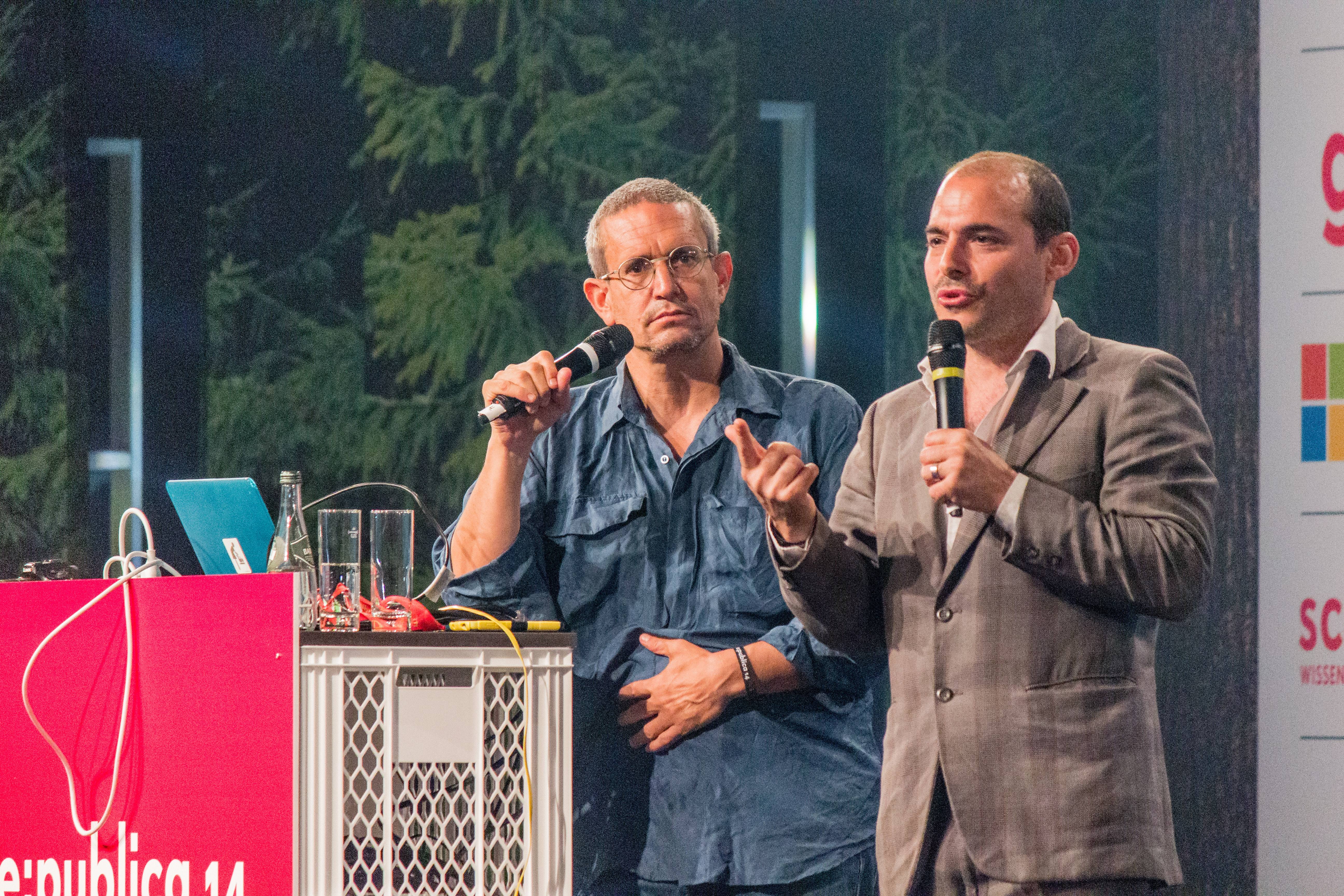
Los Yes Men

Los Yes Men son un dúo de activistas formado por Andy Bichlbaum y Mike Bonanno que practican lo que ellos llaman "corrección de identidad", que trata básicamente de desenmascarar a las corporaciones multinacionales y a todo el entramado de intereses políticos y económicos tendentes a su protección en perjuicio de los ciudadanos de todo el planeta.
Se hacen pasar por personas poderosas y portavoces de organizaciones prominentes, aceptando las invitaciones recibidas en sus páginas web para aparecer en conferencias y programas de televisión. Luego usan su autoridad recientemente adquirida para expresar la idea de que las corporaciones y organizaciones gubernamentales a menudo actúan en modos deshumanizantes hacia el público en general.
Su método usualmente es la sátira: haciéndose pasar por portavoces corporativos o del gobierno, suelen hacer comentarios chocantes y denigrantes sobre los trabajadores y consumidores.
Los Yes Men se han hecho pasar por portavoces de organizaciones tales como la OMC, McDonald's, Dow Chemical, entre otras.

## Origen
Los Yes Men son algunos de los fundadores del colectivo artístico y activista RTMark que se hizo famoso en 1993 por el intercambio de las cajas de voz de 300 muñecos Barbie y GI Joe, antes de volver a ponerlos en la tienda. En 1996 se había logrado añadir al juego de simulación SimCopter (más de 80.000 ejemplares) hombres besándose.
Bajo el nombre de Yes Men, que han observado en el sitio gwbush.com, entonces candidato presidencial, que era una versión ligeramente modificada de la página de George W. Bush Jr. le había comentado sobre el caso diciendo que era necesario limitar la libertad de expresión.
Continuando la "corrección de identidad", se utiliza el nombre antiguo y se crea el sitio web de la OMC gatt.org, lo suficientemente cerca del sitio web oficial de sus propuestas presentadas para las intervenciones de conferencias.